# Coniophanes michoacanensis
Espèce
Coniophanes michoacanensis est une espèce de serpents de la famille des Dipsadidae.

## Répartition
Cette espèce est endémique du Michoacán au Mexique

## Étymologie
Son nom d'espèce, composé de michoac[án] et du suffixe latin -ensis, « qui vit dans, qui habite », lui a été donné en référence au lieu de sa découverte, le Michoacán.

## Publication originale
- Flores-Villela & Smith, 2009 : A New species of Coniophanes (Squamata: Colubridae), from the Coast of Michoacán, Mexico. Herpetologica, vol. 65, no 4, p. 404-412.